# Chinois du Laos
Les Chinois du Laos sont une communauté de Chinois d'outre-mer qui vivent au Laos. Ils représentent environ 2% de la population.

## Histoire
La plupart des Laotiens d'origine chinoise sont des descendants de populations qui se sont déplacées vers les provinces de la Chine du Sud du XIXe siècle jusqu’à aujourd’hui. La majorité ont des ancêtres des provinces de Yunnan, du Guangdong, du Guangxi, du Sichuan et du Guizhou. Les Chinois du Laos parlent la plupart du temps le teochew et le cantonais, mais certains parlent aussi le mandarin du Sud-Ouest des provinces chinoises du Yunnan et du Sichuan. Aujourd'hui, au Laos, de nombreux migrants chinois ont décidé d'y résider, ce qui augmente la population de quelques milliers. Plusieurs Chinois de souche ont également participé à la construction des Jeux d'Asie du Sud-Est de 2009 à Vientiane. De 1970 à 1980, après que le Pathet Lao communiste prenne le pouvoir, certains laotiens chinois ont fui vers la Thaïlande et d'autres pays. La plupart des Chinois du Laos ont fui le pays lors de la prise de contrôle des communistes en 1975. De nos jours, des Chinois vont encore au Laos, souvent pour travailler ou pour investir dans de gros projets économiques. Beaucoup pratiquent encore certaines traditions et coutumes chinoises comme le faisaient leurs ancêtres. Par exemple, ils fêtent pendant trois jours le Nouvel An chinois. Les commerces et autres établissements de cette communauté ferment la plupart du temps une journée seulement sur trois.